# 2025年4月逝世人物列表
2025年逝世人物列表：1月 - 2月 - 3月 - 4月 - 5月 - 6月 - 7月 - 8月 - 9月 - 10月 - 11月 - 12月
2025年4月逝世人物列表，是用于汇总2025年4月期间逝世人物的列表。

## 依日期排序

### 30日
- 金昀，43岁，中國女藝人、主持人。[1]
- 闫树泉，44岁，中国新闻工作者，安庆市新闻传媒中心掌上安庆编辑部主任。[2]
- 张平，62岁，中国政治人物，安徽省宣城市政协原主席。[3]
- 吴远明，75岁，中国文博专家，中国茶叶博物馆首任陈列部主任。[4]
- 尤勒斯·韋登博斯（荷蘭語：Jules Wijdenbosch），83岁，苏里南政治人物，曾任总统。[5]
- 孔华润（英語：Warren Ira Cohen），90岁，美国对华关系学者、外交史专家，密歇根州立大学荣誉教授。[6]
- 赵殿礼，92岁，中国固体火箭发动机专家，中国航天科工六院研究员。[7]
- 莫哈奇·費倫茨（匈牙利語：Mohácsi Ferenc），95岁，匈牙利男子皮划艇運動員。[8]
- 伊娜·卡納巴羅·盧卡斯（葡萄牙語：Inah Canabarro Lucas），116歲326天，巴西天主教修女，至逝世當日均為《金氏世界紀錄》認證之《全球最高齡人瑞》。[9][10]

### 29日
- 童新元，61岁，中国医学统计专家，解放军总医院医学保障部原基础医学所基础教研室统计教研室主任。[11]
- 大衛·霍洛維茨（英語：David Joel Horowitz），86岁，美國保守派作家、活動家。[12]
- 张耀庭，89岁，中国政治人物，曾任中国武术协会主席。[13]
- 王全治，96岁，中国政治人物，原大连钢厂厂长。[14]

### 28日
- 何凱恩，46歲，台灣網紅，YouTube頻道「大叔聊玩具」主持人。[15]
- 駱巍，44歲，中華人民共和國骨科醫生，在天津市天津醫院持刀傷人事件中遇害。[16]
- 谭克煜，103岁，中国政治人物，中国航空工业集团公司洛阳光电设备研究所党委原书记。[17]

### 27日
- 迪克·巴尼特（英語：Dick Barnett），88歲，美國運動員，NBA聯盟職業籃球運動員。（1970年、1973年）曾助《紐約尼克》隊奪得隊史上僅有2次的《NBA總冠軍》。[18][19]
- 陳全忠，99歲，中國武術家，陳氏第19世、陳氏太極拳第11代傳人。曾任西安市陳式太極拳研究會會長。[20]
- 斯坦·乐福（英語：Stan Love），76歲，美國NBA聯盟職業籃球運動員。[21]
- 尹中卿，67岁，第十三届全国人民代表大会财政经济委员会副主任委员（副部级）。[22]
- 王庆仁，77岁，中国民族学家，中央民族大学教授。[23]
- 祝铭山，88歲，中国政治人物，曾任最高人民法院副院长、党组副书记（正部长级）[24]
- 林汀水，90岁，中国历史学家，厦门大学历史学系教授。[25]
- 王继秋，97岁，中国政治人物，原天津市卫生局副局长。[26]

### 26日
- 修刚，68岁，中国日语学者，曾任天津外国语大学校长。[27]
- 李安民，80岁，中国企业人物，辽宁大学教育基金会副理事长。[28]
- 黄春萼，86歲，中国政治人物，曾任原国家有色金属工业局副局长、党组成员（副部级）[29]
- 张森，88岁，中国计算机科学家，原杭州大学计算机学院院长。[30]
- 杨国庆，89岁，中国政治人物，全国台联理事会原会长、名誉会长。[31]
- 段毓华，96岁，中国政治人物，曾任中共玉溪地委书记，第七届全国人大代表。[32]
- 林冈木（日語：林 おかぎ），115岁236天，日本超级人瑞，生前为日本在世最年长者。[33]

### 25日
- 雅羅斯拉夫·莫斯卡利克（俄語：Ярослав Москалик），58歲，俄羅斯軍人，俄羅斯聯邦軍隊總參謀部作戰總局副局長。死於汽車炸彈爆炸[34]。
- 弗吉尼亚·朱弗雷（英語：Virginia Giuffre），41歲，澳大利亞反性侵运动倡导者，杰弗里·爱泼斯坦性侵案关键证人。自殺身亡[35]。
- 亚历克西斯·赫尔曼（英语：Alexis Herman），77歲，美國政治人物，前勞工部長（1997年—2001年）。[36]
- 吴桂贤，87岁，中國政治人物，曾任第九至十一届中共中央委员、第十届中共中央政治局候补委员、中华人民共和国国务院原副总理（1975年—1977年）。[37]
- 布樂民爵士（英語：Sir Derek Boorman），94歲，英國陸軍中將，曾任英國國防情報局局長（1986年—1988年）、駐港三軍司令（1982年—1985年）。[38]
- 王松桂，83岁，中国统计学家，北京工业大学应用数理学院首任院长。[39]
- 焦闻频，84岁，中国作家，陕西省作协《延河》杂志社原副主编。[40]
- 赵顺合，95岁，中国抗美援朝人物，京剧《奇袭白虎团》原型人物。[41]
- 张道中，103岁，中国病理学家，南京鼓楼医院终身荣誉教授。[42]

### 24日
- 李焯堅，56歲，澳門教育工作者，澳門特區政府教育功績勳章（2022年）。[43]
- 蓝棣之，85岁，中国文学评论家，清华大学教授。[44]

### 23日
- 福阿德·邁巴扎（阿拉伯語：فؤاد المبزع），91歲，突尼西亞政治人物，曾任突尼斯代总统（2011年）。[45]
- 张俊凡，94岁，中国政治人物，中共天津市纪律检查委员会原副书记。[46]
- 溫俊峰，96歲，中國航空發動機設計專家，中國工程院院士。[47]
- 李锦全，99歲，中國哲學史家，中山大學哲学系原系主任，中國哲學史學會理事。[48]
- 欧仁·科菲·阿多博利（英语：Eugène Koffi Adoboli），90岁，多哥政治人物，前总理（1999年—2000年）。[49]

### 22日
- 努尔·艾莎（英语：Puan Noor Aishah），91歲，新加坡开国总统尤索夫·伊萨夫人。[50]
- 祖拉布·采列捷利，91歲，格鲁吉亚裔俄羅斯畫家和雕塑家。[51]
- 姜智勇，36歲，韓國足球運動員。[52]
- 蔡永常，74歲，臺灣政治人物，綽號：《黑松》。時任國民大會代表、雲林縣議員、北港朝天宮董事長、雲林縣口湖鄉鄉長。其女兒為雲林縣議員蔡孟真。[53][54]
- 安危，83岁，中国翻译家，陕西省斯诺研究中心创始人。[55]
- 张春发，83岁，中国军事人物，原第二炮兵五十四基地政治委员。[56]
- 拉爾·帕克·林肯（英语：Lar Park Lincoln），63歲，美國女演員。死於乳癌。[57]

### 21日
- 教宗方濟各（拉丁語：Franciscus），88歲，意大利裔阿根廷天主教神父，羅馬天主教會第266任教宗[58]。
- 葉守焞，84歲，台灣企業家，集盛實業創辦人之一（逝世公告日期）[59]。
- 郭鶴桐，95歲，中國應用電化學家，曾任天津大學教授、博士生導師。[60]。
- 鐘長春，44歲，中國死刑犯，深圳日本人学校学生遇害事件施襲者（死訊公佈日期）[61]
- 清田次郎（日語：清田 次郎），84歲，本名辛炳圭，在日韓國人，日本賭博性指定暴力團稻川會第五代會長。第二代目山川一家總長。[62]

### 20日
- 黃正杰，31歲，台灣藝人。[63]
- 郑顺民，75岁，中国军事人物，武警部队原政治部副主任。[56]
- 雨果·加蒂（英语：Hugo Gatti），80歲，阿根廷職業足球選手，司职守門員，阿根廷足球甲级联赛最多出賽場次記錄保持者。[64]
- 田绍奇，80岁，中国军事人物，空军装备部原部长。[65]
- 袁德基，94岁，中国精神医学家，四川大学华西临床医学院（华西医院）副教授。[66]
- 马捷，96岁，中国军事人物，原第二炮兵五十五基地政委。[65]
- 许存德，103岁，中国政治人物，原杭州市电力工业局局长。[67]

### 19日
- 蓋伊·尤倫斯（荷蘭語：Guy Ullens），90歲，比利時收藏家，商人。[68]
- 雅克·卡馬特（法語：Jacques Camatte），90歲，法國左翼共產主義理論家。[69]
- 林張久美，83歲，台灣政治人物，國民黨台中市東、南區市議員。[70]
- 陈德晔，102岁，中国政治人物，原天津市酿酒工业公司党委书记。[71]

### 18日
- 尼古拉·波克里瓦奇，39歲，克羅埃西亞職業足球員。死於交通意外。[72]
- 吴升娇，41岁，中国政治人物，中共海口市美兰区委副书记、海口市美兰区人民政府区长。[73]
- 雷伊·鮑曼（英語：Ray Baughman），82歲，美國材料學家。[74]
- 小山正明（日語：小山 正明），90歲，日本棒球選手。[75]
- 潘松帶，91歲，台灣作家、教育工作者。[76]

### 17日
- 板垣瑞生（日語：板垣 瑞生），24歲，日本男演員。[77]（死訊公佈日期）
- 天殘，本名翁芝瑩，31歲，台灣喜劇演員。[78]
- 陈昊，41岁，中国学者，北京大学科学技术与医学史系副教授。[79]
- 許連捷，71歲，中國企業家，恆安集團創始人，第九至十一屆全國政協委員。[80]
- 喻长泰，85岁，中国眼科医学家，原武汉大学人民医院眼科中心主任。[81]
- 江泉观，94岁，中国工业毒理学家，北京大学公共卫生学院教授。[82]
- 邱林，103岁，中国政治人物，曾任四川省计划生育委员会副主任。[83]

### 16日
- 阿隆·布彭扎（法語：Aaron Boupendza），28岁，加蓬足球运动员，生前效力于中国浙江俱乐部。坠楼身亡。[84]
- 周加勝，52歲，中國死刑犯，蘇州新地中心公交站台持刀襲擊事件施襲者（死訊公佈日期）[85]。
- 单承彬，58岁，中国古籍学者，山东大学儒学高等研究院教授。[86]
- 夏玉清，92岁，中国针灸学家。[87]
- 钱奇，94岁，中国医师，原上海第二医科大学人文卫管系副教授。[88]
- 杨毅，96岁，中国军事人物，军事科学院原计划组织部部长。[65]

### 15日
- 杜晓华，50岁，中国呼吸医学专家，昆明医科大学第一附属医院老年呼吸内科主任。[89]
- S·S·史丹利（英语：S. S. Stanley），57歲，印度導演兼演員。[90]
- 岸本周平（日语：岸本周平），68歲，日本政治人物，曾任財務省官僚，眾議員（和歌山第一選區），生前任和歌山縣知事。突發敗血性休克亡。[91][92]
- 严家荣，80岁，中国天文学家，江苏省天文学会副秘书长。[93]
- 马振方，91岁，中国古典文学理论家，北京大学中国语言文学系教授。[94]
- 杨安峰，97岁，中国动物学家，北京大学教授。[95]
- 陳林白菜，110歲，台灣人瑞，無黨籍立委陳超明母親。[96]

### 14日
- 李光，61岁，中国政治人物，海南大学原理学院党委书记。[97]
- 伊萊恩‧永利（英语：Elaine Wynn），82歲，美國企業家，永利度假村創辦人之一。[98]
- 阿都拉·巴达威，85歲，马来西亚政治人物，第五任首相（2003年—2009年）。[99][100]
- 马汉儒，95岁，中国政治人物，中共云南省委办公厅原副主任，中共云南省委政策研究室原副主任。[101]
- 馮叔瑜，100歲，中國爆破工程專家，中国工程院院士，病逝。[102]
- 阿莉扎·马根-哈莱维（希伯來語：עליזה מגן-הלוי），87或88岁，以色列政治人物，情报机构摩萨德副局长。[103][104]

### 13日
- 琼·马什（英語：Jean Marsh），90歲，英國女演員[105]。
- 马里奥·巴尔加斯·略萨（西班牙語：Mario Vargas Llosa），89歲，秘魯作家、詩人，2010年诺贝尔文学奖得主。其著作含《公羊的盛宴（La Fiesta del Chivo）》、《胡莉亞姨媽與作家（Aunt Julia and the Scriptwriter）》、《安地斯山脈之死（Death in the Andes，暫譯）》、世《界末日之戰（The War of the End of the World，暫譯）》等。[106][107]
- 雍西，78岁，中国藏族歌唱家，歌手韩红母亲。[108]
- 理察·李·阿米塔吉（英語：Richard Lee Armitage），79歲，美國政治人物，曾任副國務卿（2001年—2005年）。肺栓塞。[109]
- JJJ，35歲，日本嘻哈饒舌歌手。[110]
- 王真光，100岁，中国作家，原济南铁路局办公室副主任。[111]

### 12日
- 齊惠生，81歲，台灣黑道人物，牛埔幫角頭，死於多重器官衰竭[112]。
- 吴光范，86歲，中國政治人物，曾任雲南省人民政府秘書長，雲南省人大常委會副主任。[113]
- 崔三龙，86岁，中国作家，延边社会科学院文学艺术研究所原所长。[114]

### 11日
- 馬克斯·羅密歐（英語：Max Romeo），80歲，牙買加根源雷鬼音樂家[115]。
- 羅木蘭，72歲，台灣排灣族，屏東縣來義鄉古樓部落傳統領袖[116]。

### 10日
- 莱奥·本哈克（荷蘭語：Leo Beenhakker），82岁，荷蘭職業足球教練[117]。
- 彼得·拉佛西（英語：Peter Lovesey），88岁，英國推理小說作家[118]。
- 郭爱克，85岁，中國神經科學和生物物理學家，中国科学院院士。[119]
- 仝志敏，94岁，中国劳动关系学者，中国人民大学劳动人事学院教授。[120]
- 阿古斯丁·埃斯科瓦尔（英语：Agustín Escobar），49岁，西班牙商人，西门子西班牙分公司总裁。坠机身亡。[121]
- 葉天健，82歲，台灣電視節目製作人。曾榮獲第16屆金鐘獎《最佳綜藝節目獎（小人物狂想曲）》。[122][123]

### 9日
- 蒲忠民，80岁，中国政治人物，青岛市人民政府国有资产监督管理委员会监事会原主席。[124]
- 金新朝（韓語：김신조），82岁，青瓦台事件幸存者。[125]
- 邹清，98岁，中国政治人物，原浙江省出版总社副社长。[126]
- 徐杰，100岁，中国医师，原重庆市肺科医院药剂科主任。[127]

### 8日
- 梁齊昕，33歲，香港人，第四任香港特別行政區行政長官、全國政協副主席梁振英次女。[128][129]
- 李植松，88岁，中国政治人物，西南交通大学原党委书记。[130]
- 葉琳琅，93歲，中國長春電影製片廠演員。[131]
- 2025年多明尼加夜總會屋頂坍塌事故知名死者：
  - 奈尔西·克鲁斯（西班牙語：Nelsy Milagros Cruz Martínez），42歲，多明尼加政治人物，生前任蒙特克里斯蒂省長[132]。
  - 東尼·布蘭可（英语：Tony Blanco），44歲，多明尼加前職業棒球選手，曾效力美國、日本職業棒球聯盟多支球隊[133]。
  - 歐科塔維歐·多蒂爾（英语：Octavio Dotel），51歲，多明尼加前職業棒球選手，曾效力美國職棒大聯盟多支球隊[134]。
  - 魯比·裴瑞茲（英语：Rubby Pérez），69歲，多明尼加流行音樂歌手[135]。
- 山田亮（日语：山田亮），51歲，日本喜劇演員，效力吉本興業。死於鬱血性心臟衰竭。[136]

### 7日
- 吴广平，59岁，中国政治人物，珠海市档案馆原副馆长。[137]
- 秦天南（原名李勤益），76岁，香港中學教師、作家、電影編劇。[138]

### 6日
- 耶利米·保羅·歐斯垂克（英語：Jeremiah Paul Ostriker），87岁，美國天體物理學家，普林斯頓大學榮譽教授以及哥倫比亞大學教授。[139]
- 克萊姆·柏克（英语：Clem Burke），70岁，美國音樂人，樂團金髮美女的鼓手。癌症。[140]
- 钟艺兵，95岁，中国文艺评论家。[141]

### 5日
- 服部茂章（英语：Shigeaki Hattori），61岁，日本职业赛车手。[142]
- 范鳴霖，68岁，台灣籃球國手。[143]
- 恩里克·桑切斯·德莱昂（西班牙語：Enrique Sánchez de León），90岁，西班牙政治人物，卫生与社会保障大臣（1977年—1979年）。[144]
- 陈良焜，92岁，中国经济学家，北京大学光华管理学院荣休教授。[145]
- 申明治，92岁，中国政治人物，中共开封市委老干部局原副局长。[146]
- 海基·哈蘇（芬蘭語：Heikki Hasu），99岁，芬蘭男子越野滑雪、北歐兩項運動員，1948年及1952年冬奥会金牌得主。[147]

### 4日
- 弗里德里克·奧拉夫松，90岁，冰島西洋棋特級大師，世界西洋棋聯合會前主席。[148]
- 夏松波，93岁，中国能源学者，哈尔滨工业大学能源科学与工程学院教授。[149]
- 馬諾吉·庫馬爾（英语：Manoj Kumar），87岁，印度男演员、电影导演。[150]
- 拉維庫瑪（英语：Ravikumar (actor)），71歲，印度男演員，死於肺癌。[151]

### 3日
- 伊日·科赫塔（捷克語：Jiří Kochta），78岁，捷克男子冰球運動員。[152]
- 薩克森-科堡-哥達親王安德里亞斯（德語：Andreas Prinz von Sachsen-Coburg und Gotha），82岁，德國貴族，萨克森-科堡-哥达家族首领（1998年－2025年）。[153]
- 趙德明，85歲，中國西班牙語、葡萄牙語翻译家，拉丁美洲文学研究学者。[154]
- 狄鐸·埃德加·麥卡里克（英語：Theodore Edgar McCarrick），94岁，美国天主教前华盛顿总教区总主教及前司铎级枢机。[155]
- 林洪亮，89岁，中國波兰语翻譯家，中国翻译文化终身成就奖得主。[156]

### 2日
- 坎代·西潘敦，101岁，寮國政治人物，曾任老挝人民革命党中央委员会主席（1992—2006）、老挝国家主席（1998－2006）。[157][158]
- 陸道培，93岁，中國血液病和造血幹細胞移植專家，中國工程院院士。[159]
- 宋善俊，84岁，中国内科学家，华中科技大学同济医学院附属协和医院血液内科教授。[160]
- 高小賢，76歲，中國妇女工作研究学者。[161]

### 1日
- ，65岁，美国男演员。曾參演電影《捍衛戰士》等系列及《蝙蝠俠3》。肺炎。[162]
- ，41岁，巴西足球運動員，司職前腰。死於睾丸癌。[163]
- 何竹康，92岁，曾任吉林省委书记、吉林省人大常委会主任。[164]